# Gilles Boileau
Gilles Boileau (* 22. Oktober 1631 in Paris; † 10. März 1669 ebenda) war ein französischer Übersetzer und Mitglied der Académie française.

## Leben und Werk
Gilles Boileau, heute vergessen, war der 5 Jahre ältere Bruder des berühmten Nicolas Boileau-Despréaux. Er war Anwalt am Parlement, Rentmeister des Rathauses und bekleidete kurz vor seinem frühen Tod am Hof das offizielle Amt eines Kontrolleurs des Tafelsilbers.
Boileau tat sich ab 1653 mit Übersetzungen aus dem Altgriechischen und mit Gelegenheitsdichtung hervor und wurde 1659 in die Académie française berufen (sein Bruder erst 25 Jahre später). Seine Antrittsrede ist verloren. Als streitbarer Zeitgenosse richtete er 1655 eine Polemik gegen Gilles Ménage und dessen Freunde Paul Pellisson, Paul Scarron und Madeleine de Scudéry. Unterstützt wurde er von Valentin Conrart und Jean Chapelain. Als sein Bruder Nicolas 1659 in einer Satire Chapelain angriff, führte das zu einem Zerwürfnis zwischen den Brüdern, die sich gegenseitig in maßloser Sprache herabsetzten. Auch der Eintritt in die Akademie war umkämpft. Sein Tod im Alter von 37 Jahren machte 1669 den Weg frei für den gesellschaftlichen Aufstieg des Bruders.

## Werke

### Originalwerke
- Advis a monsieur Menage sur son eglogue intitulée Christine. Paris 1655, 1656, 1657, 1714.
- (postum) Les oeuvres posthumes de défunt Monsieur B., de l’Académie françoise, contrôleur de l’Argenterie du Roy. Paris 1670.

### Übersetzungen
- Pseudo-Kebes: Tableau de Cébès, où il est traité de la manière de parvenir à la félicité naturelle. Paris 1653. (« Die Bildtafel des Kebes »)
- La Vie d’Épictète et l’Enchiridion ou l’abrégé de sa philosophie, avec le tableau de Cébès, traduit du grec en français. Paris 1655, 1657, 1667, 1772.
- Diogenes Laertios: De la Vie des philosophes. Paris 1668.